# Novînî, Cervonoarmiisk
Novînî (în ucraineană Новини) este un sat în comuna Velîkîi Luh din raionul Cervonoarmiisk, regiunea Jîtomîr, Ucraina.

## Demografie
Componența lingvistică a localității Novînî
     Ucraineană (98,67%)
     Rusă (1,33%)
Conform recensământului din 2001, majoritatea populației localității Novînî era vorbitoare de ucraineană (98,67%), existând în minoritate și vorbitori de rusă (1,33%).